# Todd Breitenstein
Todd A. Breitenstein (* 3. März 1966 in Fort Thomas (Kentucky); † 24. März 2013 Edgewood (Kentucky)) war ein US-amerikanischer Spieleentwickler und Publisher. Sein bekanntestes Spiel ist das Horrorbrettspiel Zombies!!!, welches in Deutschland vom Spieleverlag Pegasus Spiele vertrieben wird und das den Origins Award gewann.
2002 gründete Breitenstein zusammen mit seiner Frau Kerry Breitenstein den Spieleverlag Twilight Creations, Inc. Breitenstein starb am 24. März 2013 an den Folgen von Lungenkrebs, seine Frau Kerry Breitenstein führt den Spieleverlag alleine weiter.

## Ludografie (Auswahl)
- Zombies!!!, 2001
- Say What!?!, 2003
- Dante's Inferno, 2003
- Hidden Conflict, 2005
- Humans!!!, 2008
- MidEvil, 2008
- Martians!!!, 2009
- Deadlands - The Battle for Slaughter Gulch, 2009
- The Current Number of the Beast, 2012

## Belege
1. ↑  Pegasus Spiele trauert um Todd Breitenstein, 26. März 2013; abgerufen am 11. Januar 2017.